# Ventôse

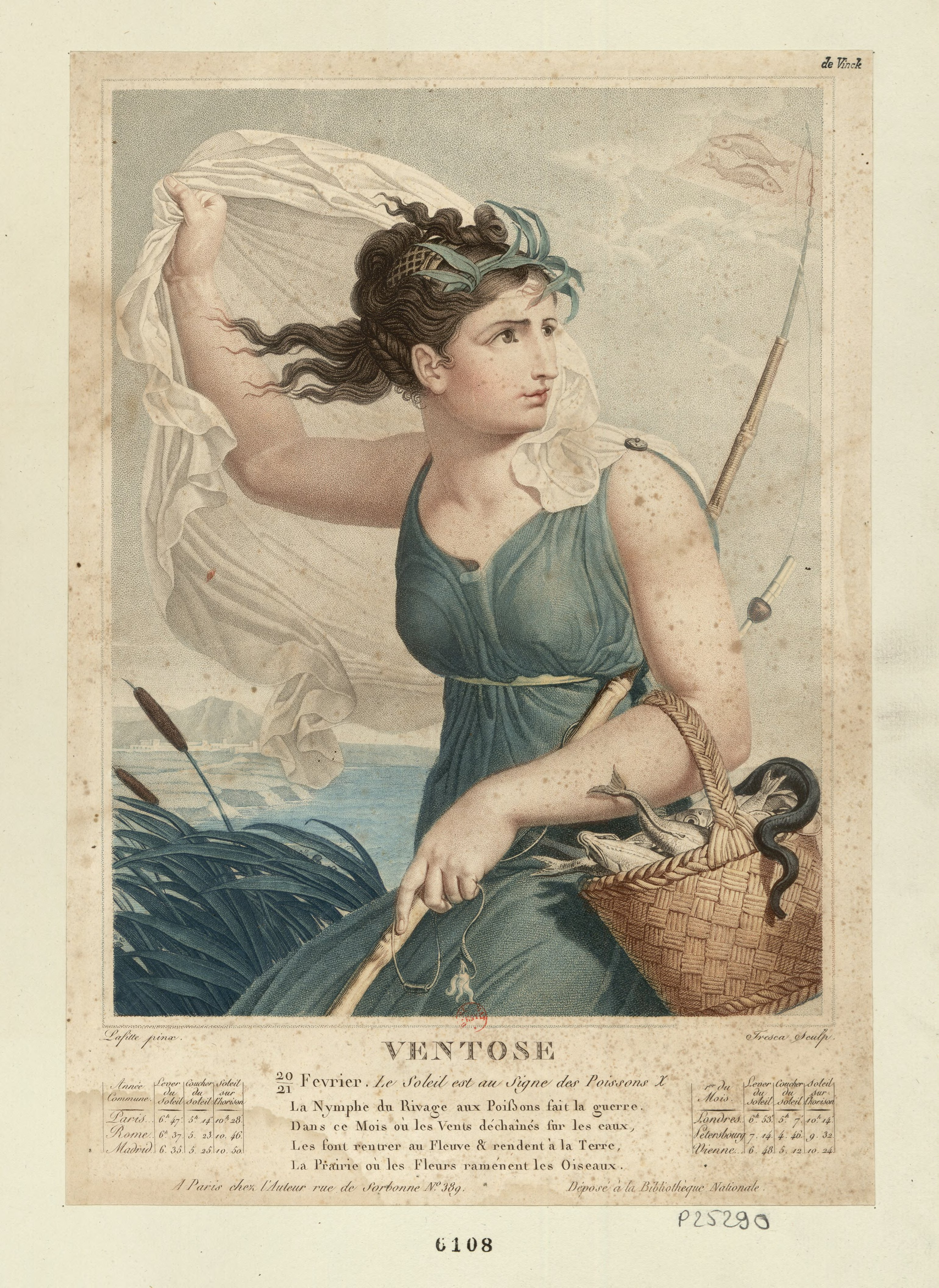
A hónap allegorikus ábrázolása

Ventôse (ejtsd: vantóz), magyarul: Szél hava, a francia forradalmi naptár hatodik, téli hónapja.
Megközelítően – az évektől függően egy-két nap eltéréssel – megegyezik a Gergely-naptár szerinti február 21-étől március 20-áig terjedő időszakkal, amikor a Nap áthalad az állatöv Halak csillagképén.
A latin ventosus, „szeles” szóból származik, mivel „februárban és márciusban zivatarok vannak és szél szárítja a földet”, olvasható Fabre d’Églantine költő javaslatában, melyet 1793. október 24-én, a „Naptárkészítő Bizottság” nevében nyújtott be a Nemzeti Konventnek.
A II. esztendő Hó hava 4-én kelt (1793. november 24.), "az időszámításról, az év kezdetéről, és szerkezetéről, valamint a napok és hónapok nevéről" szóló rendelet a Ventose (kúpos ékezet nélküli) változatot írta elő. Az ékezet használata azonban – pontosan meg nem határozható időponttól – fokozatosan terjedt el, ezért a kor írott emlékei közül több ezren ékezet nélküli változat fordul elő.
1806. január 1-jén a franciák visszatértek a Gergely-naptár használatára, ezért a XIV. esztendőben Szél hava már nem volt.
E hónap nevét viseli a francia haditengerészet F-733 lajstromjelű, Prairial osztályú fregattja.
A forradalmi naptár első öt hónapjától eltérően, amelyek csupán három táblát igényeltek, illetve a hat utolsó hónaptól, amelyeknek mindegyikéhez két tábla szükséges, a Szél havában ötöt kell összeállítani, mivel a Gergely-naptár 1796. és 1804. éve szökőév volt, továbbá azért, mert az 1800. esztendő nem volt ugyan szökőév (nem osztható négyszázzal), de a francia forradalmi naptárban mégis annak számították.

## Átszámítás
| I. év | II. év | III. év | V. év | VI. év | VII. év |

| február | 1793 | 1794 | 1795 | 1797 | 1798 | 1799 | március |

| I. év | II. év | III. év | V. év | VI. év | VII. év |

| február | 1793 | 1794 | 1795 | 1797 | 1798 | 1799 | március |

| IV. év |

| február | 1796 | március |

| IV. év |

| február | 1796 | március |

| VIII. év |

| február | 1800 | március |

| VIII. év |

| február | 1800 | március |

| IX. év | X. év | XI. év | XIII. év |

| február | 1801 | 1802 | 1803 | 1805 | március |

| IX. év | X. év | XI. év | XIII. év |

| február | 1801 | 1802 | 1803 | 1805 | március |

| XII. év |

| február | 1804 | március |

| XII. év |

| február | 1804 | március |

## Napjai
| A "Ventôse" hónap napjai | A "Ventôse" hónap napjai | A "Ventôse" hónap napjai | A "Ventôse" hónap napjai | A "Ventôse" hónap napjai | A "Ventôse" hónap napjai | A "Ventôse" hónap napjai   |
| ------------------------ | ------------------------ | ------------------------ | ------------------------ | ------------------------ | ------------------------ | -------------------------- |
|                          | 1. dekád                 | 1. dekád                 | 2. dekád                 | 2. dekád                 | 3. dekád                 | 3. dekád                   |
| Primidi                  | 1.                       | Tussilage (martilapu)    | 11.                      | Narcisse (nárcisz)       | 21.                      | Mandragore (mandragóra)    |
| Duodi                    | 2.                       | Cornouiller (somfa)      | 12.                      | Orme (szilfa)            | 22.                      | Percil (petrezselyem)      |
| Tridi                    | 3.                       | Violier (viola)          | 13.                      | Fumeterre (füstike)      | 23.                      | Cochléria (kalánfű)        |
| Quartidi                 | 4.                       | Troène (fagyal)          | 14.                      | Vélar (toroktisztítófű)  | 24.                      | Pâquerette (szászszorszép) |
| Quintidi                 | 5.                       | Bouc (bakkecske)         | 15.                      | Chèvre (nősténykecske)   | 25.                      | Thon (tonhal)              |
| Sextidi                  | 6.                       | Asaret (kapotnyak)       | 16.                      | Epinards (spenót)        | 26.                      | Pissenlit (gyermekláncfű)  |
| Septidi                  | 7.                       | Alaterne (varjútövis)    | 17.                      | Doronic (zergevirág)     | 27.                      | Sylve (őserdő)             |
| Octidi                   | 8.                       | Violette (ibolya)        | 18.                      | Mouron (tyukhúr)         | 28.                      | Capillaire (vénuszfodorka) |
| Nonidi                   | 9.                       | Marceau (kecskefűz)      | 19.                      | Cerfeuil (turbolya)      | 29.                      | Frêne (kőris)              |
| Decadi                   | 10.                      | Bêche (ásó)              | 20.                      | Cordeau (zsinór)         | 30.                      | Plantoir (ültetőfa)        |